# Ołeksandr Sklar
Ołeksandr Serhijowycz Sklar, ukr. Лександр Сергійович Скляр (ur. 26 lutego 1991 w Charkowie) – ukraiński piłkarz grający na pozycji pomocnika, zawodnik Worskły Połtawa.